# Liste des avoués et seigneurs de Malines
 (janvier 2017).
La famille Berthout, avoués, puis seigneurs de Malines (Seigneurie de Malines) est l’une des familles les plus célèbres – mais jusqu’à présent bien mal connue – de la noblesse brabançonne au Moyen Âge.
Selon certains généalogistes, les Berthout étaient liés de près aux grandes familles carolingiennes. Pour cela, ils se basent sur un passage tiré de Baronius daté de 804 mentionnant qu'Irmengarde, épouse de Berthout, seigneur de Grimberg, et sœur de l'archevêque de Cologne était présente à une importante cérémonie carolingienne à laquelle était présent Charlemagne. Ce Berthout gouvernait à Clèves au nom de Charlemagne. Cette thèse ne permet évidemment pas de relier ce Berthout aux premiers Berthout dont l'origine est prouvée dès 1096 à travers des actes, elle doit donc être considérée comme hypothétique.
Le patrimoine foncier des Berthout de Malines est voisin de celui des Berthout de Grimbergen (situé entre l’Escaut, le Rupel et la Senne), mais beaucoup plus étendu : il se concentre surtout entre la Dyle et la Nèthe, entre la Petite et la Grande Nèthe, entre l’Escaut, le Rupel et la Nèthe, embrasse la seigneurie de Malines entre Senne et Dyle, ainsi que des parties excentriques.
Jusqu'à la fin du Xe siècle, le pays de Malines (parfois appelé comté de Malines) est une province de Francie occidentale gouvernée, au nom des rois carolingiens, par un comte (comes). En 910, le roi Charles le Simple cède le pays de Malines à l'Eglise de Liège. L'acte de donation précise toutefois que le comte Wendricus, sa femme et son fils y conserveront leurs droits jusqu'à leur mort. Ce n'est donc qu'aux alentours de l'an mil que la seigneurie de Malines est officiellement créée, sous la souveraineté de l'Eglise de Liège. 
- Gauthier Ier Berthout: décédé après 1110, aurait été un seigneur de Grimbergen, du droit de sa femme, petite-fille de Gauthier de Grimbergen. Cette alliance lui aurait permis d'acquérir des biens importants venant de cette famille. Il est considéré comme le chef de cette illustre maison, dont toute l'histoire tourne autour de la succession des avoués et des seigneurs de Malines (en néerlandais Mechelen).

- Arnould Berthout: décédé en 1147, seigneur du pays de Malines, avoué de la ville de Malines pour l'église de Liège en 1125. Il est fils aîné de Gauthier Ier Berthout et d'Adelise (?) de Grimbergen.

- Gauthier II Berthout, décédé en 1180, seigneur du pays de Malines et du pays d'Arckel, avoué de la ville de Malines pour l'évêque de Liège. Il est fils aîné de Arnould Berthout.

- Gauthier III Berthout, décédé en 1201[4], seigneur de Grimbergen, seigneur du pays de Malines, avoué de la ville de Malines pour l'église de Liège. Il est fils aîné de Gauthier II Berthout et de Margareth de Grimbergen.

- Gauthier IV Berthout, décédé en 1219, seigneur du pays de Grimbergen, avoué de Malines pour l’Église de Liège. Il est fils aîné de Gauthier III Berthout et de sa femme, Bonne de Looz.

- Gauthier V Berthout, décédé en 1243, chevalier, avoué de Malines pour l’église de Liège et avoué de l’église Saint-Rombaut à Malines. Il est fils aîné de Gauthier IV Berthout et de sa femme, Sophie.

- Gauthier VI Berthout, dit le Grand, décédé en 1286, chevalier, avoué de Malines pour l’église de Liège, avoué de l’église Saint-Rombaut à Malines, puis seigneur de Malines. Il est fils aîné de Gauthier V Berthout et de sa femme, Adelise d’Enghien.

- Gauthier VII Berthout, décédé en 1288, chevalier, seigneur de Malines. Il est fils aîné de Gauthier VI Berthout et de sa femme, Marie d'Auvergne, fille d’Adélaïde de Brabant, et de Guillaume X d'Auvergne.

## Sources
- Biographie nationale de Belgique, Tome II, BERTHOUT {Gauthier I), pp. 315-332
- Seigneurs de Malines (Berthout) sur le site Fondation pour la généalogie médiévale (en anglais);
- Famille Berthout sur Généanet, Guy Van Marcke de Lummen
- Recherches sur l'origine de la famille des Berthout, par le baron Van den Branden de Reeth. (Mémoire couronné par l'Académie royale de Belgique, t. XVII, 1845.) Lire en ligne.